# Cantonul Anet
Cantonul Anet este un canton din arondismentul Dreux, departamentul Eure-et-Loir, regiunea Centru, Franța.

## Comune
| Comune                 | Populație (1999) | Cod poștal | Cod INSEE |
| ---------------------- | ---------------- | ---------- | --------- |
| Abondant               | 2.218            | 28410      | 28001     |
| Anet                   | 2.657            | 28260      | 28007     |
| Berchères sur Vesgre   | 826              | 28260      | 28036     |
| Boncourt               | 276              | 28260      | 28050     |
| Broué                  | 905              | 28410      | 28062     |
| Bû                     | 1.844            | 28410      | 28064     |
| Champagne              | 256              | 28410      | 28069     |
| La Chaussée d'Ivry     | 1.027            | 28260      | 28096     |
| Gilles                 | 561              | 28260      | 28180     |
| Goussainville          | 952              | 28410      | 28185     |
| Guainville             | 682              | 28260      | 28187     |
| Havelu                 | 119              | 28410      | 28193     |
| Marchezais             | 298              | 28410      | 28235     |
| Le Mesnil Simon        | 542              | 28260      | 28247     |
| Oulins                 | 1.180            | 28260      | 28293     |
| Rouvres                | 854              | 28260      | 28321     |
| Saint Lubin de la Haye | 904              | 28410      | 28347     |
| Saint Ouen Marchefroy  | 324              | 28260      | 28355     |
| Saussay                | 1.054            | 28260      | 28371     |
| Serville               | 359              | 28410      | 28375     |
| Sorel Moussel          | 1.748            | 28260      | 28377     |